# Lorenz Hofer
Lorenz Hofer, též Laurenz Hofer (30. července 1818 – 2. března 1890 Biedermannsdorf), byl rakouský politik německé národnosti, v 2. polovině 19. století poslanec Říšské rady.

## Biografie
Působil jako statkář v Rohrhofu v Biedermannsdorfu. V letech 1865–1885 zastával úřad starosty Biedermannsdorfu. Konzervativní list Das Vaterland ho označil za významného antiklerikála.
Zasedal jako poslanec Dolnorakouského zemského sněmu, kam nastoupil roku 1870 a členem sněmu zůstal do roku 1877. Zastupoval kurii venkovských obcí, obvod Sechshaus. Politicky patřil mezi německé liberály (tzv. Ústavní strana, liberálně a centralisticky orientovaná).
Byl také poslancem Říšské rady (celostátního parlamentu Předlitavska), kam ho zemský sněm vyslal v roce 1870 (Říšská rada byla tehdy ještě volena nepřímo, coby sbor delegátů zemských sněmů). V roce 1870 se uvádí jako Lorenz Hofer, majitel nemovitostí a starosta, bytem Biedermannsdorf.
Zemřel v březnu 1890 po dlouhé a bolestivé nemoci.